# Nancy Hollister
Nancy Putnam Hollister (ur. 22 maja 1949) – amerykańska polityk ze stanu Ohio, działaczka Partii Republikańskiej.

## Kariera polityczna
Hollister pochodzi z Marietty w hrabstwie Washington w Ohio. Swoją karierę polityczną, w barwach Partii Republikańskiej, zaczęła od wybrania jej do rady miejskiej. Potem została burmistrzem rodzinnego miasta. Uchodzi za osobę o umiarkowanych, jak na swoją w większości konserwatywną partię. Popiera m.in. prawo kobiet do przerywania ciąży oraz rozszerzenie praw dla homoseksualistów.
W roku 1994 wybrano ją, u boku George’a Voinovicha (obecnego Senatora) na wicegubernator Ohio. Była pierwszą kobietą zajmującą to stanowisko. Hollister pełniła urząd zastępczyni szefa stanowej władzy wykonawczej między styczniem 1995 roku a grudniem 1998, a więc prawie jedną kadencję.

### Gubernator
Kiedy gubernator Voinovich został wybrany w roku 1998 Senatorem, ustąpił z urzędu gubernatorskiego. Gubernatorem elektem był już wtedy inny republikanin, Bob Taft, który miał zostać zaprzysiężony na początku przyszłego roku. Tak więc Hollister została na krótko (28 grudnia 1998 – 11 stycznia 1999) 66. gubernatorem Ohio, jako pierwsza zajmująca to stanowisko kobieta.
W tym też roku bez powodzenia kandydowała do federalnej Izby Reprezentantów, uzyskując republikańską nominację, ale przegrywając ze swoim demokratyczną oponentem Tedem Stricklandem. W roku 2001 została natomiast członkinią stanowej Izby Reprezentantów, gdzie zasiadała do 2005 roku, kiedy pokonała ją konserwatywna demokratka Jennifer Garrison, wykorzystując w kampanii m.in. jej stanowisko względem praw mniejszości seksualnych.